# Parastranga
Parastranga là một chi bướm đêm thuộc phân họ Tortricinae của họ Tortricidae.

## Các loài
- Parastranga macrogona Meyrick, 1910